# Delia flavitibia
Delia flavitibia är en tvåvingeart som beskrevs av Judin 1976. Delia flavitibia ingår i släktet Delia och familjen blomsterflugor. Inga underarter finns listade i Catalogue of Life.